# Juan Pablo Zeiss
Juan Pablo Zeiss (Bariloche, 2 de agosto de 1989) es un jugador argentino de rugby que se desempeña de pilar en la franquicia argentina de Jaguares. El 2 de enero de 2018 fue llamado por primera ocasión para integrar el plantel principal para disputar el Super Rugby Championship 2018. También ha sido convocado y actúa regularmente desde 2017 en la selección argentina de rugby, Los Pumas.  
Anteriormente jugó para Los Pehuenes y luego para R.C. Los Matreros.

## Estadísticas
- Actualizado el 24 de febrero de 2018.[9]

### Clubes
| Período/Temporada     | Equipos               | Torneo                | Pts | Jugados | Titular | Try | Penal | Drop | Amarillas | Min. |
| 17/18                 | Jaguares              | Super Rugby           | -   | 1       | -       | -   | -     | -    | -         | 6    |
| 10/11                 | R.C. Los Matreros     | URBA, Top 14, Grupo 1 | 5   | 10      | 10      | 1   | -     | -    | 1         | 800  |
| Super Rugby           | Super Rugby           | Super Rugby           | -   | 1       | -       | -   | -     | -    | -         | 6    |
| URBA, Top 14, Grupo 1 | URBA, Top 14, Grupo 1 | URBA, Top 14, Grupo 1 | 5   | 10      | 10      | 1   | -     | -    | 1         | 800  |

- Fuente: Itsrugby.co.uk

#### Selección nacional
| Período/Temporada | Selección | Torneo                      | PJ |
| 17/18             | Argentina | Americas Rugby Championship | -  |

- Fuente: Itsrugby,co.uk

## Reconocimientos
- Mérito deportivo, Bariloche 2018[13][14]